# Olováry
Olováry (in ungherese Óvár) è un comune della Slovacchia facente parte del distretto di Veľký Krtíš, nella regione di Banská Bystrica.